# Carlisle-Rockledge (Alabama)
Carlisle-Rockledge es un lugar designado por el censo ubicado en el condado de Etowah en el estado estadounidense de Alabama. En el año 2010 tenía una población de 2137 habitantes.

## Geografía
Carlisle-Rockledge se encuentra ubicado en las coordenadas 34°6′52″N 86°7′27″O / 34.11444, -86.12417.